# Europees kampioenschap hockey mannen
Het Europees kampioenschap hockey voor mannen is een tweejaarlijks internationaal toernooi voor landenteams. Het toernooi wordt georganiseerd door de European Hockey Federation en werd voor het eerst in 1970 gehouden.

## Geschiedenis
Voor mannen werd het Europees kampioenschap reeds in 1970 voor het eerst georganiseerd, veertien jaar voor het eerste vrouwentoernooi. In de Belgische hoofdstad Brussel kroonde West-Duitsland zich tot Europees kampioen. Duitsland won het toernooi, tot en met 2021, acht keer en is daarmee recordhouder. In het huidige format spelen de top zes van het afgelopen EK, aangevuld met de top twee van het laatste EK voor B-landen, voor de Europese titel. De zevende en achtste van elk toernooi degraderen naar de B-reeks.

## Erelijst
| Jaar | Locatie         | Goud           | Zilver         | Brons          |
| ---- | --------------- | -------------- | -------------- | -------------- |
| 1970 | Brussel         | West-Duitsland | Nederland      | Spanje         |
| 1974 | Madrid          | Spanje         | West-Duitsland | Nederland      |
| 1978 | Hannover        | West-Duitsland | Nederland      | Engeland       |
| 1983 | Amstelveen      | Nederland      | Sovjet-Unie    | West-Duitsland |
| 1987 | Moskou          | Nederland      | Engeland       | West-Duitsland |
| 1991 | Parijs          | Duitsland      | Nederland      | Engeland       |
| 1995 | Dublin          | Duitsland      | Nederland      | Engeland       |
| 1999 | Padua           | Duitsland      | Nederland      | Engeland       |
| 2003 | Barcelona       | Duitsland      | Spanje         | Engeland       |
| 2005 | Leipzig         | Spanje         | Nederland      | Duitsland      |
| 2007 | Manchester      | Nederland      | Spanje         | België         |
| 2009 | Amstelveen      | Engeland       | Duitsland      | Nederland      |
| 2011 | Mönchengladbach | Duitsland      | Nederland      | Engeland       |
| 2013 | Boom            | Duitsland      | België         | Nederland      |
| 2015 | Londen          | Nederland      | Duitsland      | Ierland        |
| 2017 | Amstelveen      | Nederland      | België         | Engeland       |
| 2019 | Antwerpen       | België         | Spanje         | Nederland      |
| 2021 | Amstelveen      | Nederland      | Duitsland      | België         |
| 2023 | Mönchengladbach | Nederland      | Engeland       | België         |
| 2025 | Mönchengladbach | Duitsland      | Nederland      | Spanje         |
| 2027 | Londen          |                |                |                |

## Medaillespiegel
| Plaats | Land        | Goud | Zilver | Brons | Totaal |
| 1      | Duitsland   | 9    | 4      | 3     | 16     |
| 2      | Nederland   | 7    | 8      | 4     | 19     |
| 3      | Spanje      | 2    | 3      | 2     | 7      |
| 4      | Engeland    | 1    | 2      | 7     | 10     |
| 5      | België      | 1    | 2      | 3     | 6      |
| 6      | Sovjet-Unie | 0    | 1      | 0     | 1      |
| 7      | Ierland     | 0    | 0      | 1     | 1      |
| Totaal | Totaal      | 20   | 20     | 20    | 60     |